# Bernhard II av Sachsen-Lauenburg
Hertig Bernhard II av Sachsen-Lauenburg, född 1385/1392, död 16 juli 1463, hertig av Sachsen-Lauenburg 1436-1463. Son till hertig Erik IV av Sachsen-Lauenburg (1354-1412) och Sophia av Braunschweig-Lüneburg (död 1416).
Bernhard gifte sig 1428/1429 med Adelheid av Pommern (död efter 1445). Paret fick följande barn:
1. Johan V av Sachsen-Lauenburg (1439-1507), hertig av Sachsen-Lauenburg
2. Sophie av Sachsen-Lauenburg (död 1473), gift med hertig Gerhard II (VII) av Jülich-Berg (död 1475)